# Pseudopolydora achaeta
Pseudopolydora achaeta är en ringmaskart som beskrevs av Radashevsky och Yin Tang Hsieh 2000. Pseudopolydora achaeta ingår i släktet Pseudopolydora och familjen Spionidae. Inga underarter finns listade i Catalogue of Life.